# Mes Nacional de la Herencia Hispana

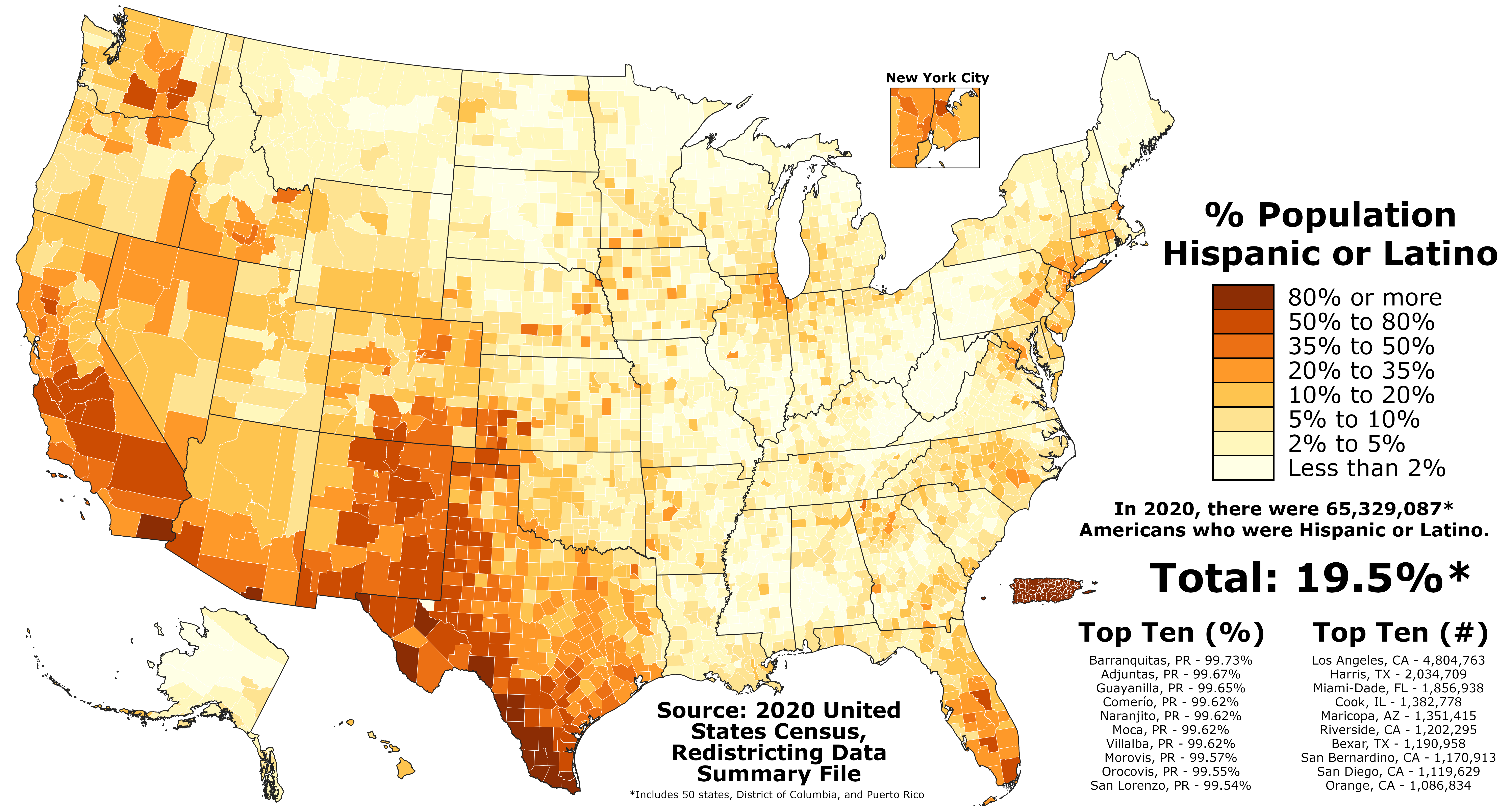
Proporción de hispanos y latinoamericanos en cada condado de los cincuenta Estados, el distrito de Columbia y Puerto Rico según el censo de los Estados Unidos de 2020.

El Mes Nacional de la Herencia Hispana (en inglés: National Hispanic Heritage Month) es un período del 15 de septiembre al 15 de octubre en los Estados Unidos para reconocer las contribuciones e influencia de los españoles, hispanoamericanos e hispanos estadounidenses en la historia, la cultura y los logros de los Estados Unidos.

## Historia
El Mes de la Herencia Hispana comenzó como la Semana de la Herencia Hispana. La Semana de la Herencia Hispana fue establecida por una legislación patrocinada por el representante Edward R. Roybal de Los Ángeles, California, y fue promulgada por el presidente Lyndon Johnson en el año 1968. En el año 1988, la semana conmemorativa se amplió a un mes (del 15 de septiembre al 15 de octubre) por una legislación patrocinada por el representante Esteban Edward Torres, enmendada por el Senador Paul Simon y promulgada por el presidente Ronald Reagan.
El 15 de septiembre fue elegido como punto de partida para la conmemoración porque es el aniversario de la independencia de cinco países hispanos: Costa Rica, El Salvador, Guatemala, Honduras y Nicaragua, quienes declararon su independencia en el año 1821. Además, México, Chile, Belice y Puerto Rico celebran sus días de independencia el 16 de septiembre, 18 de septiembre, 21 de septiembre y 23 de septiembre respectivamente. Obviamente, el mes engloba el 12 de octubre, día de la llegada de los españoles a América.
La Semana de la Herencia Hispana fue proclamada por primera vez por el presidente Lyndon B. Johnson en el año 1968 en la proclamación presidencial 3869. Los presidentes Nixon, Ford, Carter y Reagan hicieron proclamaciones anuales para la Semana de la Herencia Hispana entre los años 1969 y 1988. El Mes Nacional de la Herencia Hispana fue proclamado por primera vez por Presidente George Bush el 14 de septiembre del año 1989 en la Proclamación Presidencial 6021. Desde el año 1989, todos los Presidentes han emitido una Proclamación Presidencial para conmemorar el Mes de la Herencia Hispana.

## Eventos anuales
El Festival Anual de Herencia Hispana del Noroeste de Arkansas se celebra en Fayetteville, Arkansas. Fue establecido en el año 2013 por la Cámara de Comercio de Fayetteville.
El festival "El Barrio Latin Jazz" en el Bronx, Nueva York, se celebra anualmente en septiembre para coincidir con el Mes de la Herencia Hispana.
El Smithsonian organiza eventos del Mes de la Herencia Hispana en Washington, D.C. Un evento es el "Zoo Fiesta".
El Festival de la Familia Hispana se celebra anualmente en Springdale Park en Springdale, Holyoke, Massachusetts. 
El Museo Natural Smithsoniano del Indio Americano fue sede del "Reino del Jaguar" en Washington, D.C. el 22 de septiembre del año 2018. Un evento familiar descrito como "Disfrute de una serie de espectáculos de danza en honor al magnífico gato cuyas imágenes a menudo se encuentran en las tradiciones artísticas nativas de México al Amazonas. Aprecie las danzas de jaguar de Bolivia, México y Guatemala. También puede explorar la fabricación de máscaras, así como la cerámica tradicional y contemporánea ".